# 张登庆
张登庆（1962年4月—），山西省万荣县人，中华人民共和国官员。张登庆曾在运城市及其下辖的万荣、垣曲、新绛三县任职。2016年7月29日，张登庆獲任命为中共新绛县委书记。大约一个月之后遭到免职。同年9月14日，中共山西省纪委通报开除张登庆中国共产党党籍，将他降级为科员。

## 生平
据公开简历，张登庆的学历为大学本科，学校不详。1982年11月，张登庆在家乡万荣县参加工作，在县计划委员会担任干事。1986年10月，他成为中国共产党党员。1990年6月，他改任秘书，1993年10月升任副主任。1995年5月，张登庆离开县城，成为中共万荣县裴庄乡党委副书记、乡长，1998年9月升为乡党委书记。2002年2月，他赴运城市任职，担任农业局副局长、党组成员。2007年4月，他来到垣曲县任党职，担任中共垣曲县委常委、政法委书记。2011年5月，他回到运城，同时担任中共运城市委组织部副部长和运城市人力资源和社会保障局局长、党组书记，兼为中共运城市政府党组成员、运城行政学院副院长。
2016年7月29日，新绛县召开县领导干部大会，张登庆獲任命為中共新绛县委书记。然而，上任一月左右，他即遭免职。9月3日，新绛县又召开县领导干部大会，宣布中共山西省委任命李玉林为县党委书记。根据中共山西省委的说法，张登庆在新绛上任之后，省委收到其涉嫌问题的线索，认定他不适宜继续任县委书记，遂将其免职。媒体称，有运城政界人士证实张登庆的免职係涉嫌王茂设案。王茂设官至中共山西省委委员、运城市委书记，2013年2月任职运城，次年6月因涉嫌贪腐被带走。9月14日，中共山西省纪委通报，已对张登庆进行立案审查，查明他“违反政治规矩和组织纪律”，“对党不忠诚、不老实”。纪委称，之前党组织考察、谈话时，张登庆多次隐瞒自己违反党纪的行为。另外，张登庆为谋取利益，赠予他人大量钱财。中共山西省纪委决定开除张登庆的党籍，并将其行政级别降为科员级。